# 6161 Vojno-Yasenetsky
6161 Vojno-Yasenetsky este un asteroid din centura principală de asteroizi.

## Descriere
6161 Vojno-Yasenetsky este un asteroid din centura principală de asteroizi. A fost descoperit pe 14 octombrie 1971 la Observatorul astrofizic din Crimeea de Liudmila Cernîh. Asteroidul prezintă o orbită caracterizată de o semiaxă mare de 2,79 ua, o excentricitate de 0,23 și o înclinație de 9,0° în raport cu ecliptica.